# 箭弓稲荷神社 (東松山市)
箭弓稲荷神社（やきゅういなりじんじゃ）とは、埼玉県東松山市にある神社。旧社格は当初は郷社、のちに県社。戦後は神社本庁の別表神社となった。「やきゅうさま」の名で五穀豊穣、家内安全、商売事、勝負事の神様として信仰を集めている。
まれに日本三大稲荷や日本五大稲荷の一つとされることがある。

## 歴史
712年（和銅5年）の創建である。ただし、1028年（長元元年）を創建年とする資料もある。もとの名は野久稲荷神社で、この地の地名である野久ヶ原に由来するという。
下総国で乱を起こし、1030年（長元3年）秋に武蔵国に攻め込んできた平忠常に対し、朝廷から追討の命を受けて派遣された源頼信は武蔵国野久ヶ原に布陣した。頼信はこの神社で朝敵退散の願文を掲げ、太刀一振と馬を奉納した。その夜、頼信は白狐に乗った軍神から白羽の矢(箭)の形をした白雲が敵陣の方へ飛んでいく夢を見て、これを神のお告げと確信し、直ちに敵陣に攻め込んだところ三日三晩の戦闘で敵を潰滅させたという。戦いに大勝した礼として頼信は社殿を寄進し、それを機に「箭弓稲荷大明神」と称されるようになった。以来、松山城主、川越城主などの庇護を受けた。
現在の社殿は本殿と拝殿の二棟を幣殿でつないだ権現造で、江戸時代後期の権現造の建築としては関東最大級の規模である。社殿については元禄年間の建立とも享保3年（1718年）の再建ともいわれていた。しかし、発見された棟札2枚から文化年間に造営が計画され、天保6年（1835年）に本殿と幣殿は上棟し、天保11年（1840年）までに拝殿が竣工したと考えられている。
関連する寺院として、福聚寺の草創について次のようにある。当社は中世の兵乱により衰微し、野中の小社となり、近くの庵主が神前に一灯を供ずるのみになっていた。1617年（元和3年）、天海僧正が駿府から下野国へ神輿（二度葬される途中の家康と思われる）を守護し、当地松山宿を通行した折、大雨に見舞われたため、当社の宮守りをしていた庵主の草室に神輿を納めた。すると、忽然と弓箭を携えた翁が示現した。天海僧正が何者かと問えば「人にあらず、稲魂の神使なり、僧正守護する神輿の御先を掃仕して非常を静める役を、この松山野久の地に勤めん」と告げた。これを聞いた僧正は、庵主に翁の御告を伝えて当社の由来を聞き、箭弓稲荷大神を尊崇して社殿を造営した。この折、僧正は訪れた庵を一寺に取り立てて福聚寺という寺号を与え、庵主を別当職に補任した。
『新編武蔵風土記稿』には「享保中より殊に威徳著しく諸人信仰するもの多し　今の如く市店旅宿門前に並へるは彼頃よりのことなり」とある。
明治初年、神仏分離により福聚寺は別当から離れることとなった（福聚寺は今も東松山市本町に存在している（市立図書館から沼をはさんだ反対側））。
旧社格は1896年（明治29年）に郷社、1923年（大正12年）に県社となった。
1956年（昭和31年）、社殿が東松山市有形文化財に指定された。その後、1989年（平成元年）に社殿は埼玉県有形文化財に指定された。
2013年（平成25年）から2014年（平成26年）にかけて、創建千三百年記念事業としてものつくり大学横山研究室による調査と修理工事が実施された。
2024年（令和6年）、本殿・幣殿・拝殿が国重要文化財に指定された。

## 祭神
- 保食神（宇迦之御魂神・豊受比賣神）

## 境内
かつては広大な敷地を持っていたが、駅前に位置している事もあり、ホテルや自動車学校、テニスコートなどに代わってしまっている。
- 本殿－1715年（正徳5年）に地頭・島田弾正の計らいにより建造されたもの。
- 幣殿－1811年（文化8年）の建造と伝えられる。
- 拝殿－1835年（天保6年）に領主 松平大和守の造営。
- 穴宮稲荷（団十郎稲荷）　- 7代目市川団十郎は、芸道一筋に生きた歌舞伎役者で当社の熱心な崇敬者であったと伝える。社伝によると、歌舞伎の演じ物に「葛の葉」「狐忠信(義経千本桜四段目 河連法眼館の段)」があり、狐の仕草が非常に難しいとされるが、団十郎は稲荷大神に心願し、その加護を受け、ついに江戸柳盛座で見事に演じきり、大盛況のうちに興行を終えることができたという。そのため、大願成就のための石祠一社を1821年（文政4年）に奉納している[6]。これは、お穴様と呼ばれる穴宮神社で、現在でも技芸向上に励む人々から信仰されている。

## 文化財
- 本殿・幣殿・拝殿（附 本宮本殿1棟、棟札3枚、文書1冊）（建造物） - 国の重要文化財[7][8]。
- 絵馬 8枚（東松山市指定文化財）

「関羽と張飛」「馬上の中国武人」「武人と騎馬武者」「予譲の仇討」「牛若丸と弁慶」「俵藤太秀郷」「文人脇息に寄り」「○呉服店」（○は○に二）

## 箭弓牡丹園

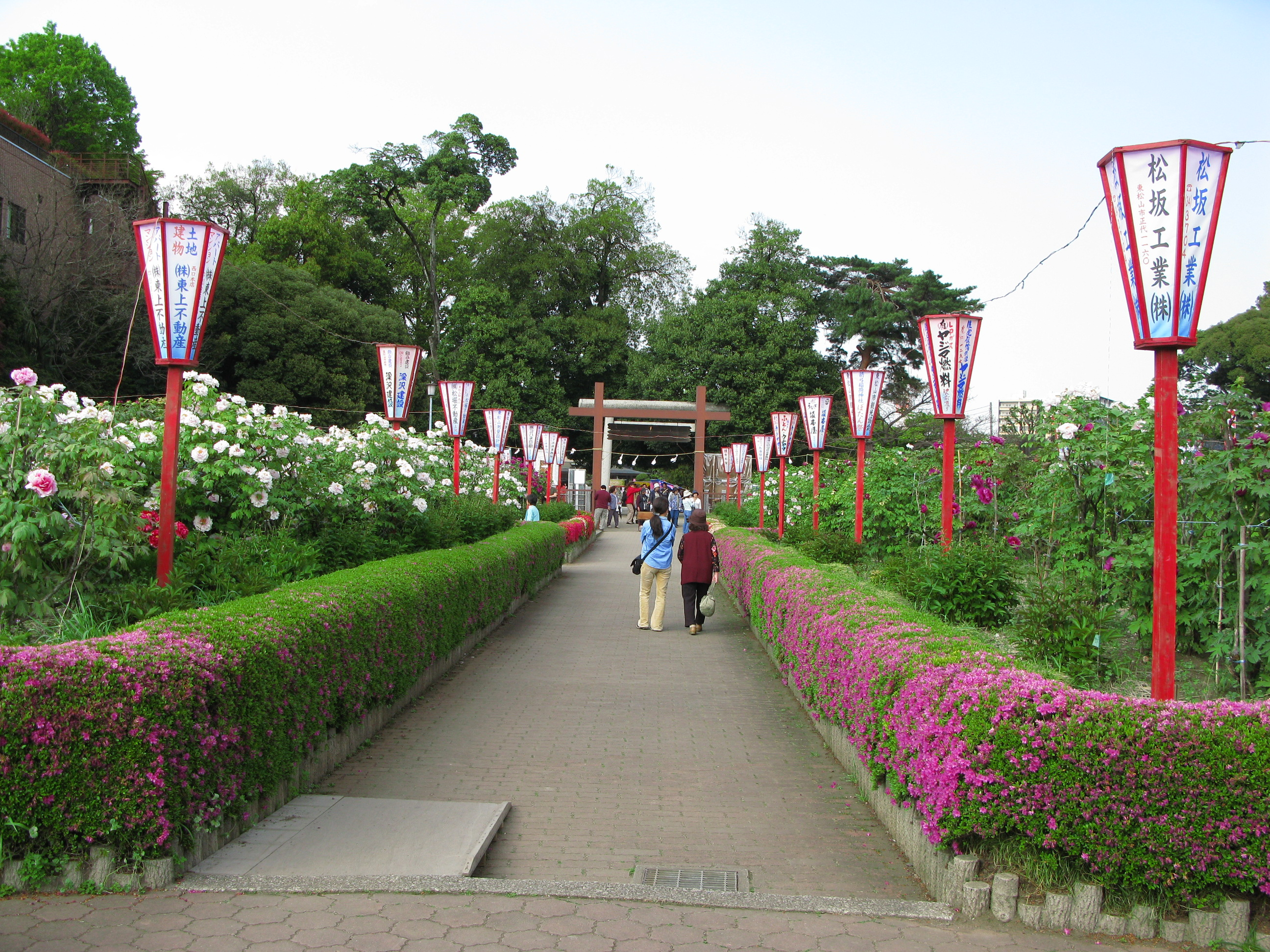
牡丹園（2010年5月）

箭弓稲荷神社の境内には箭弓牡丹園がある。1923年（大正12年）、東上本線坂戸町駅～武州松山駅（現在の東松山駅）間の延伸開業の際に、東武鉄道社長根津嘉一郎から奉納されたものである。現在では、3,500平方メートルの敷地に1,300株の牡丹がある。
なお、東松山市内には、30,700平方メートルの敷地に9,100株の牡丹がある東松山ぼたん園もある。

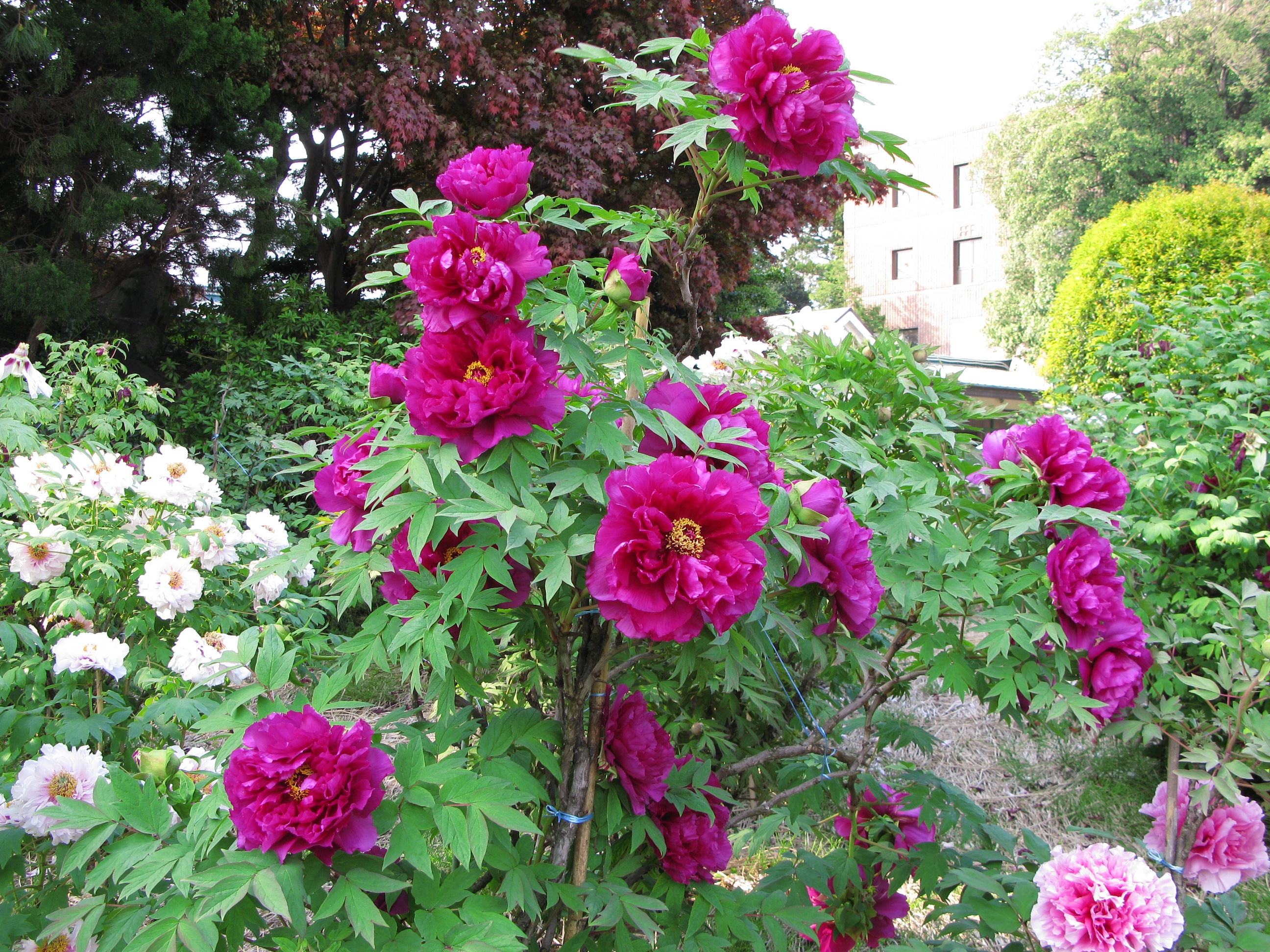
牡丹園の牡丹
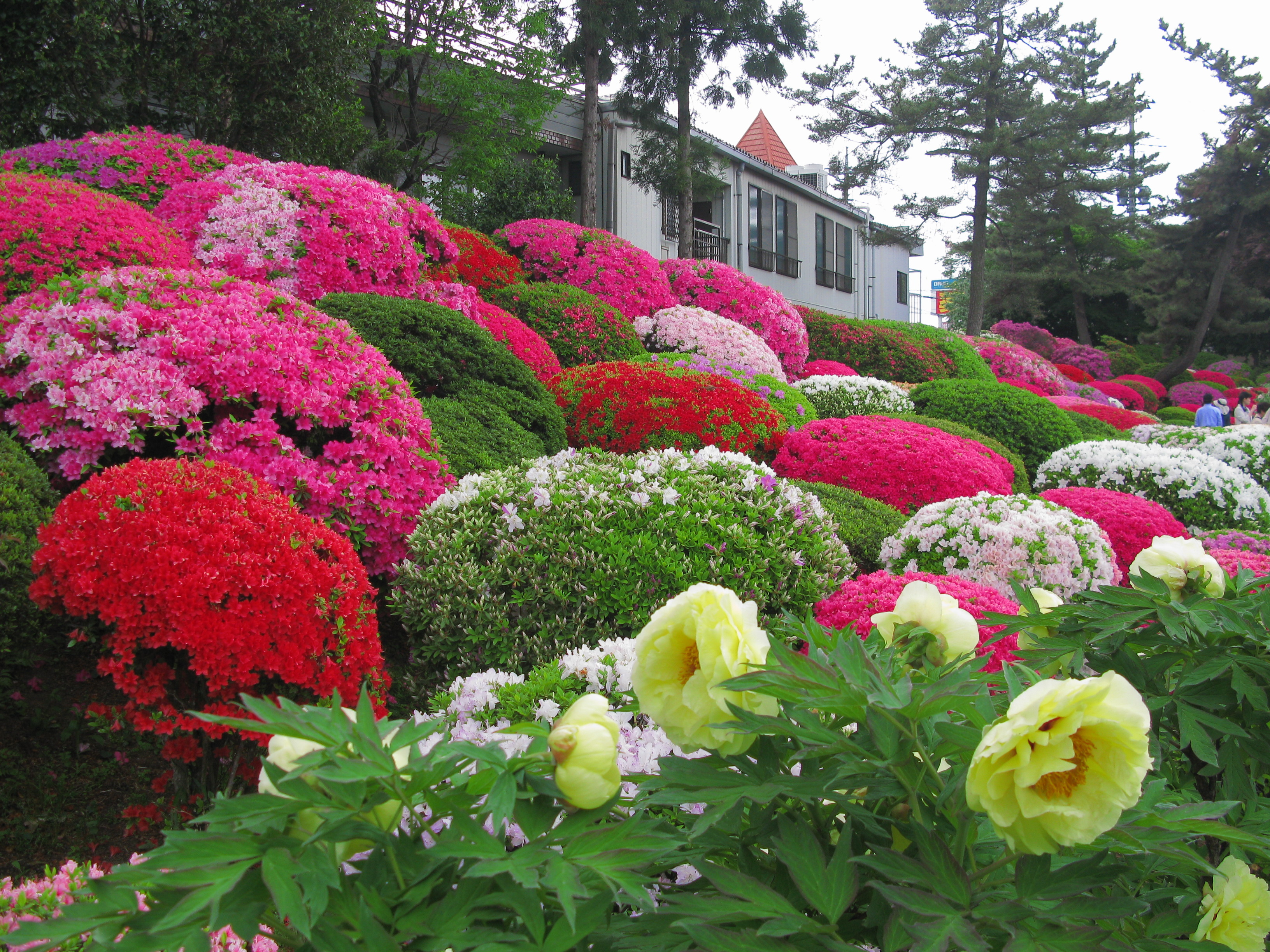
牡丹園の牡丹とつつじ

## エピソード
- かつて東松山駅東口に大鳥居があったが、2008年（平成20年）秋に駅前の再開発事業により撤去された。なお、この鳥居は箭弓稲荷神社と直接の関係は無かった（東松山市観光協会が建てたものである）。また、東上線の線路を越えた神明町の旧表参道跡にも箭弓稲荷神社の鳥居がある。
- 「やきゅう」という音との縁で、プロ野球をはじめとする野球関係者が多く参拝する事でも知られている。特に、同じ埼玉県内の所沢市に本拠地を構える埼玉西武ライオンズの選手が頻繁に訪れる。また、これに因んで「バット絵馬」「ベース絵馬」等が頒布されている。
- 箭弓稲荷神社周辺の地名は「箭弓町（やきゅうちょう）」といい、同神社に由来している。
- 主な芸能人の崇敬者には落語家初代林家三平並びにその子息の9代目林家正蔵がいる。1964年（昭和39年）の週刊新潮に載る初代林家三平の談によると、海老名家（林家）には代々手のひらに乗るほどの小さな「武州松山の箭弓稲荷様」が伝わっている。いつごろのものかわからないが、海老名家の先祖は講談で有名な町奴、幡随院長兵衛に登場する旗本・水野成之（十郎左衛門）の配下である海老名弾正とされ、箭弓稲荷様は海老名家の守り神様で、いつも肌身はなさず持っている。楽屋にいる時は、楽屋に祀り、手を合わせて拝む。この手が拝むときに上がれば、その日の高座の芸はうまくいき、下がれば調子が良くない。誠に霊験あらたかな神様である、という話である。
- 箭弓稲荷神社の御鎮座1300年を記念するにあたり、比企地域の町おこしも兼ねて「箭弓稲荷神社」の6文字が彫られた御朱印が制作された。印面が1.69 m2と大きく、これが最も大きな木製スタンプ（Largest Wooden Stamp）として2016年（平成28年）5月21日にギネス世界記録に認定された[9]。

## 住所
埼玉県東松山市箭弓町2-5-14

## アクセス

### 鉄道
- 東武東上本線 東松山駅西口から徒歩3分

### 自動車
- 関越自動車道 東松山インターチェンジから約1.5km